# Enciclopedia Treccani
Enciclopedia Treccani es el nombre con el que se conoce comúnmente a la Enciclopedia Italiana de las ciencias, las letras y las artes (abreviada también en Enciclopedia Italiana). La primera edición, que empezó a publicarse en 1929, y los ocho apéndices posteriores de la enciclopedia, fueron preparados por el Istituto dell'Enciclopedia Italiana, fundado en Roma el 18 febrero de 1925 por Giovanni Treccani y Giovanni Gentile.
La Enciclopedia Treccani ha sido probablemente el mayor proyecto italiano de investigación cultural.
El libro Encyclopaedias: Their History Throughout The Ages la situaba en el podio de las enciclopedias más importantes del siglo XX, junto a la XI edición de la Encyclopædia Británica y la Enciclopedia universal ilustrada europeo-americana (Enciclopedia Espasa-Calpe).

## La Enciclopedia

### La primera edición
Venida al mundo en un momento en que el mundo miraba con gran interés hacia Italia, la Enciclopedia respondió a este interés, lo alimentó y contribuyó a llamar la atención del mundo hacia Italia
Gioacchino Volpe

Hasta su aparición, Italia no había tenido una gran enciclopedia universal, sino solo adaptaciones de obras extranjeras. En 1924, Ferdinando Martini y Bonaldo Stringher, amigos del empresario textil Giovanni Treccani (1877-1961), conociendo su actividad de mecenazgo, le propusieron la publicación de una gran enciclopedia italiana.
Treccani se interesó vivamente en el proyecto y pensó en una iniciativa aún más grande. El acta constitutiva de la institución que debía encargarse de la inmensa obra de organización y de publicación se firmó en Roma el 18 febrero de 1925. Junto con el fundador, que era también el presidente, formaban parte del proyecto: el filósofo Giovanni Gentile en calidad de director científico, el editor Calogero Tumminelli como director editorial, el científico Gian Alberto Blanc, el iusromanista Pietro Bonfante, el mariscal Luigi Cadorna, el ministro Alberto De Stefani, el historiador Gaetano De Sanctis, el economista Luigi Einaudi, el pintor Vittorio Grassi, el médico Ettore Marchiafava, el jurisconsulto Silvio Longhi, el ya citado Ferdinando Martini, el periodista Ugo Ojetti, el historiador Francesco Salata, el político Vittorio Scialoja, el economista Angelo Sraffa, el almirante Paolo Thaon di Revel, y el presidente del Senado Tommaso Tittoni. El reconocido filósofo del lenguaje Antonino Pagliaro fue nombrado redactor jefe de la obra. Una gran parte de ellos se adhirió en 1925 al Manifiesto de los intelectuales fascistas.
Sin embargo, el filósofo Giovanni Gentile, su primer director científico, fue el animador de la primera edición de la Enciclopedia Italiana en 1925, y a él se deben en gran parte el nivel cultural y la amplitud de la visión de la obra. Invitó de hecho a colaborar en la nueva empresa a 3266 investigadores de diversa orientación, ya que "en la obra se debía involucrar a la mejor cultura nacional, incluidos muchos investigadores judíos o abiertamente antifascistas, que obtuvieron a menudo en este trabajo su único medio de vida». Giovanni Gentile logró además mantener una notable autonomía en la redacción de la obra frente a las interferencias del régimen fascista.
Entre 1925 y 1928 se desarrolló la fase preparatoria, que incluyó la formación del comité técnico (compuesto por los directores de las 48 secciones) y la redacción de un diccionario. Los temas seleccionados dieron lugar a 60.000 voces principales y 240.000 secundarias. El importante puesto de redactor jefe, tras las diferencias surgidas entre Antonino Pagliaro y Gentile, fue ocupado desde 1929 por Bruno Migliorini y, posteriormente, por Umberto Bosco.
La primera edición, formada por 35 volúmenes de texto y uno de índices, se publicó entre 1929 y 1937. Cada volumen contaba aproximadamente con mil páginas y obtuvo un éxito rotundo.
«El nivel era óptimo: en las voces resultantes, se puede de hecho encontrar 'un correcto, y a menudo óptimo, punto de partida para cualquier investigación (...), ya se trate de investigaciones sobre temas de carácter general, ya se trate de investigaciones centradas en autores concretos. Confiadas a especialistas, contienen en general un tratamiento claro y preciso de los temas (...), con una bibliografía esencial. Algunas de estas voces (por ejemplo, Romanticismo, Renacimiento, Dante) son verdaderos modelos de precisión y complitud y tienen un valor científico que va más allá del meramente divulgativo».

#### Volúmenes
- Vol. 1: A-Agri, 1929
- Vol. 2: Agro-Ammi, 1929
- Vol. 3: Ammo-Arbi, 1929
- Vol. 4: Arbo-Asse, 1929
- Vol. 5: Assi-Bals, 1930
- Vol. 6: Balta-Bik, 1930
- Vol. 7: Bil-Bub, 1930
- Vol. 8: Buc-Card, 1930
- Vol. 9: Care-Chia, 1931
- Vol. 10: Chib-Compe, 1931
- Vol. 11: Compi-Crocc, 1931
- Vol. 12: Croce-Dir, 1931
- Vol. 13: Dis-Enn, 1932
- Vol. 14: Eno-Feo, 1932
- Vol. 15: Fer-Franci, 1932
- Vol. 16: Franck-Gian, 1932
- Vol. 17: Giap-Gs, 1933
- Vol. 18: Gu-Inde, 1933
- Vol. 19: Indi-Ita, 1933
- Vol. 20: Ite-Let, 1933
- Vol. 21: Leu-Malb, 1934
- Vol. 22: Malc-Messic, 1934
- Vol. 23: Messie-Ms, 1934
- Vol. 24: Mu-Nove, 1934
- Vol. 25: Novg-Palen, 1935
- Vol. 26: Paleo-Pete, 1935
- Vol. 27: Peth-Porth, 1935
- Vol. 28: Porti-Reg, 1935
- Vol. 29: Reh-Romani, 1936
- Vol. 30: Romania-Scap, 1936
- Vol. 31: Scar-Soc, 1936
- Vol. 32: Sod-Suo, 1936
- Vol. 33: Sup-Topi, 1937
- Vol. 34: Topo-Ved, 1937
- Vol. 35: Veg-Zyg, 1937

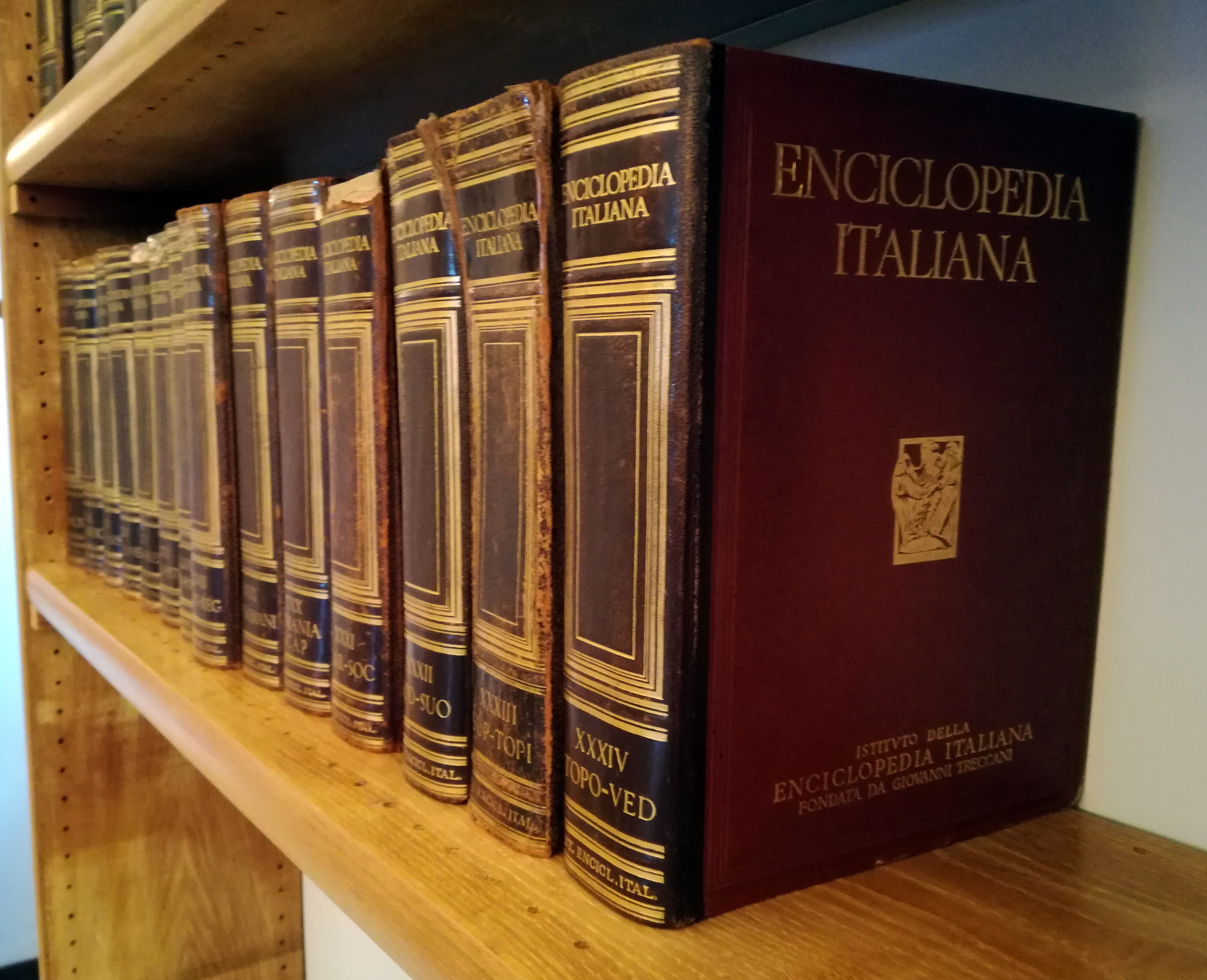
Algunos volúmenes de la enciclopedia en una biblioteca

- Índices, 1937; segunda edición, 1952

### Los apéndices
Entre 1935 y 1943 se publicaron también varias voces de la enciclopedia en fascículos separados; el primero de estos incluye la voz "Fascismo", que aparece firmada por Benito Mussolini (aunque fue redactada en realidad por el propio Giovanni Gentile) y por Gioacchino Volpe.
Progresivamente se fue planteando, y aún se plantea, el problema de las actualizaciones.
En 1938 se publicó el volumen del primer apéndice, al que siguieron otros ocho más después de la guerra.
Aparentemente, y de forma similar a otras grandes obras de la misma editorial, la idea inicial parecía ser la de publicar un nuevo volumen de actualización cada año.
Esto solo ocurrió, sin embargo, con el primer apéndice, mientras que en los siguientes se aprecia una tendencia a ampliarse tanto en el número de volúmenes como en el arco temporal de referencia: el segundo apéndice apareció en dos volúmenes referidos a diez años, la tercera en dos volúmenes para doce años, la cuarta en tres volúmenes para dieciocho años, la quinta en cinco volúmenes para catorce años.
El "Quinto apéndice" (1979-1992) fue redactado en la forma tradicional, con la actualización de algunas voces o con la introducción de nuevas.
Posteriormente, a raíz del nacimiento y el desarrollo de internet y de la crisis de las grandes obras enciclopédicas, las actualizaciones, que se publicaban inevitablemente varios años después del periodo al cual se referían, perdieron en buena parte su carácter peculiar para convertirse en publicaciones de carácter heterogéneo. Parecía que la casa editora no supiera bien qué hacer, dividida entre la idea de concluir la obra y cristalizarla en sentido histórico, al no poder mantener el ritmo ni la capacidad de actualizar y conectar las informaciones de las nuevas tecnologías, y la de continuar publicando otros volúmenes buscando nuevos desarrollos.
No llegó a haber, de hecho, un "Sexto apéndice" sino el "Apéndice 2000", publicado en 2000, que se componía de dos volúmenes de actualización de voces en sentido estricto y otros dos volúmenes más de índices de toda la obra aparecida hasta entonces, dos volúmenes de ensayos sobre temas diversos y dos volúmenes de fotografías, tituladas "Herencia del siglo XX".
El "Séptimo apéndice", publicado en 2006 y 2009, se tituló "Siglo XXI" y estaba formado por dos volúmenes que incluían extractos de otras obras de la casa editorial publicados también como tercer suplemento del viejo Diccionario enciclopedico italiano, por tres volúmenes de actualización y por un DVD.
El "octavo apéndice", publicado en 2012 y 2013, consta de dos volúmenes de actualizaciones y seis volúmenes, titulados "La contribución italiana a la historia del pensamiento", dedicados al Derecho, la Economía, la Filosofía, las Ciencias, la Historia y la Política, y la Técnica.
El "Noveno apéndice" en dos volúmenes apareció con fecha de 2015 y supone una actualización efectiva a dicha fecha.
Globalmente, por lo tanto, en la versión que parece definitiva, la Enciclopedia se compone de 72 volúmenes, con varias decenas de miles de páginas. Las voces de la obra aparecen normalmente firmadas con las iniciales de los autores.
- Apéndice I: volumen único, 1938
- Apéndice II 1939-1948: dos volúmenes (A-H, I-Z), 1948
- Apéndice III 1949-1960: dos volúmenes (A-L, M-Z), 1961
- Apéndice IV 1961-1978: tres volúmenes (A-Ga, 1978; Ge-P, 1979; Pl-Z, 1981)
- Apéndice V 1979-1992: cinco volúmenes (A-D, 1991; Y-Is, 1992; It-O, 1993; P-Sn, 1994; Sé-Z, 1995)
- Apéndice 2000: ocho volúmenes (A-La, 2000; Las-Z, 2000; Índices 1929-2000 A-K, 2000; Índices 1929-2000 L-Z, 2000; Herencia del siglo XX * , 2000; Herencia del siglo XX **, 2001; Álbum *, 2001; Álbum **, 2001)
- Apéndice VII: cinco volúmenes (80 años de cultura italiana *, 2005; 80 años de cultura italiana **, 2005; Sglo XXI A-Y, 2006; siglo XXI F-Pa, 2007; siglo XXI Pe-Z, 2007), caja recopilatoria con el título "Viaje a la Antigua Roma", con 4 DVD
- Apéndice VIII: ocho volúmenes (Léxico del siglo XXI A-K, 2012; Léxico del siglo XXI siglo L-Z, 2013; La contribución italiana a la historia del pensamiento: Derecho, 2012; Economía, 2012; Filosofía, 2012; Técnica, 2013; Historia y política, 2013; Ciencias, 2013)
- Apéndice IX: dos volúmenes (A-I, J-Z), 2015.

## Crítica
La Enciclopedia Italiana habría representado, durante el ventenio fascista, un ejemplo emblemático del compromiso entre el régimen y la élite cultural italiana de la época.

## Versión en línea
En 1996 nació el sitio Treccani.it, que se convirtió poco a poco en una verdadera enciclopedia en línea consultable gratuitamente. A partir del 2014 el portal superó los cien millones de visitas.

## Uso en el colegio
El 30 de mayo de 2009 se oficializó un acuerdo alcanzado entre el ministro para la Administración Pública y la Innovación, Renato Brunetta y el Istituto della Enciclopedia Italiana. El acuerdo prevé la presencia en dos sitios del Ministerio de algunos materiales disponibles con licencia Creativa Commons. Además, está previsto un enlace entre el portal Scuola de Treccani y el portal InnovaScuola del Ministerio, mientras este último hospedará un motor de búsqueda desde el cuál acceder al vocabulario y a las voces enciclopédicas presentes en el sitio de la Enciclopedia Treccani.